# Гарнетт, Тэй
Тэй Гарнетт (англ. Tay Garnett, имя при рождении — William Taylor Garnett) (13 июня 1894 года — 3 октября 1977 года) — американский кинорежиссёр и сценарист.
«Плодовитый и мастеровитый режиссёр приключенческих фильмов, вестернов и другой энергичной продукции, Тэй Гарнетт начал работать в кино в 1920 году в качестве сценариста… Хотя его творчество не равнозначно, Гарнетт был надёжным и очень одарённым мастером».
«Самой знаменитой картиной Гарнетта является отличный фильм нуар „Почтальон всегда звонит дважды“ (1946), ставший классикой жанра». «Его комедия „Янки из Коннектикута при дворе короля Артура“ (1949) также добилась вполне заслуженного успеха у критики и в коммерческом плане».
Он также поставил такие «изящные жанровые фильмы», как мелодрама «Путешествие в одну сторону» (1932), морские приключенческие драмы «Китайские моря» (1932) и «Корабль рабов» (1937), сатира на Голливуд «Дублёр» (1937) и музыкальная комедия «Семь грешников» (1940). Другими наиболее популярными картинами Гарнетта были военная драма «Батаан» (1943), мелодрама «Долина решимости» (1945), а также фильмы нуар «Рэкет» (1951) и «Причина для тревоги!» (1951).
За работу в фильмах Гарнетта две актрисы получили номинации на Оскар: дважды Грир Гарсон как лучшая актриса фильма «Миссис Паркингтон» (1944) и фильма «Долина решимости» (1945), а также Агнес Мурхед как лучшая актриса второго плана за роль в фильме «Миссис Паркингтон» (1944).

## Ранние годы жизни
Тэй Гарнетт родился 13 июня 1894 года в Лос-Анджелесе. С детства заражённый страстью к путешествиям, в 1917 году Гарнетт поступил на службу в авиацию военно-морского флота, где служил лётным инструктором в Сан-Диего. «Во время одного из тренировочных полётов Гарнетт был серьёзно травмирован, в результате чего у него осталась заметная, но, к счастью, не очень мучительная хромота». Ещё находясь на службе, Гарнетт поставил несколько ревю для военнослужащих.
В 1920 году по заказу продюсеров Мака Сеннета и Хэла Роуча Гарнетт начал писать гэги для таких звёзд, как Бен Тёрпин и Стэн Лорел. Порой он работал каскадёром, несмотря на то, что опирался на трость после своих травм. Затем Гарнетт поступил на работу на студию «Пате», которая занималась дистрибуцией комедий Сеннета и Роуча.

## Режиссёрская карьера
После ряда сценариев для таких режиссёров и продюсеров, как Фрэнк Капра и Сесил Б. Де Милль, Гарнетт получил первую возможность поставить собственный фильм — «Знаменитость» (1928).
«Став режиссёром в конце эпохи немого кино, Гарнетт затем безболезненно перешёл в звуковое кино», «где быстро продемонстрировал повествовательную силу и техническую компетентность». В начале 1930-х годов Гарнетт привлёк к себе внимание суровой мелодрамой «Её мужчина» (1930) о любви проститутки и моряка в Гаване и захватывающем гангстерским фильмом «Плохая компания» (1931) главные роли в обоих фильмах исполнили Хелен Твелвтриз и Рикардо Кортез. Одним из самых успешных фильмов Гарнетта стала мелодрама «Путешествие в одну сторону» (1932), рассказывающая о двух обречённых влюблённых (Уоррен Уильям и Кэй Фрэнсис), свершающих путешествие через Тихий океан. Картина была удостоена Оскара за лучший сценарий.
«Многие ранние фильмы Гарнетта были связаны с мореплаванием, отражая его любовь ко всему морскому», к ним среди прочих относятся приключенческие ленты «Направление неизвестно» (1933) и «С.О.С. Айсберг» (1933) с участием Лени Рифеншталь. "К числу лучших работ Гарнетта середины 1930-х и начала 1940-х годов относятся «живая комедийная приключенческая лента» «Китайские моря» (1935) с участием Кларка Гейбла и Джин Харлоу и «мрачная, мощная морская сага» «Корабль рабов» (1937) с Уоллесом Бири и Уорнером Бакстером". Одной из его лучших работ 1930-х годов была также криминальная мелодрама «Торговые ветра» (1938), в которой частный детектив (Фредерик Марч) преследовал подозреваемую в убийстве (Джоан Беннетт) по всему миру. «На самом деле актёры не покидали студию, а просто играли свои сцены на фоне материала, отснятого Гарнеттом во время одного из его собственных путешествий».
Наряду с приключенческими фильмами Гарнетт поставил серию удачных картин в комедийном жанре, среди них эксцентрическая комедия «Она не могла это взять» (1935) с Джоан Беннетт и Джорджем Рафтом, очень весёлая пародия на голливудское кинопроизводство «Дублёр» (1937) с Лесли Говардом, Хамфри Богартом и Джоан Блонделл, романтическая комедия «Любовь – это новости» (1937) с Тайроном Пауэром и Лореттой Янг, а также и «один из лучших фильмов Марлен Дитрих», музыкальная комедия «Семь грешников» (1940).
В 1943 году Гарнетт поставил две военные драмы — «Батаан» с Робертом Тейлором, действие которой происходит на одноимённом филиппинском полуострове, и «Лотарингский крест» с Жаном-Пьером Омоном и Джином Келли, действие которой происходит во Франции.
В семейной саге «Миссис Паркингтон» (1944) главная героиня, уважаемая дама из высшего общества, рассказывает историю своей жизни, начиная со времени, когда она работала гостиничной служанкой в Неваде. В аналогичном ключе была построена мелодрама «Долина решимости» (1945), действие которой происходит в сталелитейном Питтсбурге XIX века. За главные роли в обоих фильмах актриса Грир Гарсон была дважды номинирована на Оскар.
В 1946 году вышла, вероятно, лучшая картина Гарнетта, классический фильм нуар «Почтальон всегда звонит дважды» с участием Ланы Тёрнер и Джона Гарфилда. Поставленный по роману Джеймса М. Кейна, фильм рассказывал историю роковой страсти, алчности и убийства, представив такие классические типажи жанра, как роковая женщина и морально неустойчивый главный герой.
Вслед за драмой из фермерской жизни «Дикая жатва» (1947) с участием Алана Лэдда последовала чрезвычайно успешная у критиков и зрителей семейная фэнтези-комедия «Янки из Коннектикута при дворе короля Артура» (1949) по одноимённому роману Марка Твена, в которой поющий механик из 1912 года переносится в Британию эпохи Короля Артура. Главные роли в фильме исполнили Бинг Кросби, Ронда Флеминг, Седрик Хардвик и Уильям Бендикс.
В 1951 году Гарнетт погрузился в жанр фильм нуар, став одним из постановщиков гангстерской драмы «Рэкет» (1951) с участием Роберта Митчема, Лизабет Скотт и Роберта Райана, а также «Причину для тревоги!» (1951) с участием Лоретты Янг.
Затем Гарнетт поставил несколько картин, не имевших особого успеха. Среди них приключенческая комедия «Три солдата» (1951) с участием Стюарта Грейнджера, Уолтера Пиджона и Дэвида Найвена, военная драма «Минута до нуля» (1952) с Робертом Митчемом и Энн Блит, мюзикл «Главная улица к Бродвею» (1953) и снятая в Англии историческая приключенческая драма «Чёрный рыцарь» (1953) с Аланом Лэддом в главной роли, а «затем с энтузиазмом занялся телевидением»
Гарнетт вновь вернулся на большой экран в начале 1970-х годов для съёмки пары второстепенных натурных эпических картин. Наиболее успешной среди них была семейная приключенческая драма «Вызов свободы» (1975), действие которой происходит на фоне дикой природы Аляски. После этой работы Гарнетт вышел на пенсию.

## Карьера на телевидении
В середине 1950-х годов Гарнетт обратился к постановке популярных телесериалов таких, как «Караван повозок» (1959-60), «Неприкасаемые» (1959-60), «Обнажённый город» (1960-61), «Ларами» (1961), «Дымок из ствола» (1961-66), «Сыромятная плеть» (1962), «Бонанза» (1963-65),.

## Личная жизнь
Гарнетт был трижды женат и имел двоих детей.Все его жёны были актрисами: Пэтси Рут Миллер, Хельга Морэй и Мари Алдон.
Тэй Гарнетт умер в 1977 году от лейкемии в Лос-Анджелесе, Калифорния, в возрасте 83 лет. Его прах был развеян на его ранчо в Пасо-Роблес.

## Фильмография
- 1928 — Знаменитость / Celebrity
- 1928 — Игрок / The Spieler
- 1929 — О, да! / Oh, Yeah!
- 1929 — Летающий глупец / The Flying Fool
- 1930 — Её мужчина / Her Man
- 1930 — Офицер О’Брайен / Officer O’Brien
- 1931 — Плохая компания / Bad Company
- 1932 — Путешествие в одну сторону / One Way Passage
- 1932 — ОК, Америка! / Okay, America!
- 1932 — Престиж / Prestige
- 1933 — С.О.С. Айсберг / S.O.S. Iceberg
- 1933 — Назначение неизвестно / Destination Unknown
- 1935 — Профессиональный солдат / Professional Soldier
- 1935 — Она не могла это взять / She Couldn’t Take It
- 1935 — Китайские моря / China Seas
- 1937 — Дублёр / Stand-In
- 1937 — Корабль рабов / Slave Ship
- 1937 — Любовь — это новости / Love Is News
- 1938 — Торговые ветра / Trade Winds
- 1938 — Радость жизни / Joy of Living
- 1939 — Слегка почётный / Slightly Honorable
- 1939 — Навеки ваш / Eternally Yours
- 1940 — Семь грешников / Seven Sinners
- 1941 — За здоровье мисс Бишоп / Cheers for Miss Bishop
- 1942 — Мой любимый шпион / My Favorite Spy
- 1943 — Мальчик из Сталинграда / The Boy from Stalingrad
- 1943 — Лотарингский крест / The Cross of Lorraine
- 1943 — Батаан / Bataan
- 1944 — Миссис Паркингтон / Mrs. Parkington
- 1945 — Долина решимости / The Valley of Decision
- 1946 — Почтальон всегда звонит дважды / The Postman Always Rings Twice
- 1947 — Дикая жатва / Wild Harvest
- 1949 — Янки из Коннектикута при дворе короля Артура / A Connecticut Yankee in King Arthur’s Court
- 1950 — Огненный шар / The Fireball
- 1951 — Рэкет / The Racket
- 1951 — Причина для тревоги! / Cause for Alarm!
- 1951 — Три солдата / Soldiers Three
- 1952 — Минута до нуля / One Minute to Zero
- 1953 — Главная улица к Бродвею / Main Street to Broadway
- 1954 — Чёрный рыцарь / The Black Knight
- 1960 — Неотразимая красотка / A Terrible Beauty
- 1963 — Скотопромышленник / Cattle King
- 1970 — Фактор Дельта / The Delta Factor
- 1975 — Древесные бродяги / Timber Tramps
- 1975 — Вызов свободы / Challenge to Be Free